# Karyntia (region statystyczny)
Region statystyczny Karyntia (słoweń. koroška statistična regija) – region statystyczny w północnej Słowenii, wzdłuż granicy z Austrią.
Region jest trudno dostępny i słabo połączony z centralną częścią Słowenii. Środowisko zostało silnie dotknięte przez ciężki przemysł w dolinach. Znaczenie rolnictwa pokazuje fakt, że gospodarstwa w regionie należą do największych w kraju. Ponad 90% gospodarstw w regionie zajmuje się hodowlą zwierząt gospodarskich. Właściciele gospodarstw w regionie mają najmłodszą średnią wieku w Słowenii (53 lata); są średnio o osiem lat młodsi niż właściciele gospodarstw w regionie statystycznym Nadbrzeżny Kras. W 2013 r. zarejestrowana stopa bezrobocia była wyższa niż średnia krajowa. Różnica między zarejestrowaną stopą bezrobocia wśród mężczyzn i kobiet była najwyższa wśród regionów statystycznych: w przypadku kobiet była o 7 punktów procentowych wyższa niż w przypadku mężczyzn. Odsetek pięcioletnich przetrwań wśród nowych przedsiębiorstw był tutaj najwyższy (59% wszystkich nowych przedsiębiorstw w 2012 r.).

## Miasta i miasteczka
Region statystyczny Karyntia obejmuje 5 miast i miasteczek, z których największym (a zarazem jego stolicą) jest Slovenj Gradec.
| Stopień | Nazwa             | Populacja (2021) |
| ------- | ----------------- | ---------------- |
| 1.      | Slovenj Gradec    | 7267             |
| 2.      | Ravne na Koroškem | 7254             |
| 3.      | Prevalje          | 4627             |
| 4.      | Mežica            | 3164             |
| 5.      | Dravograd         | 3095             |

## Gminy
Region statystyczny Karyntia obejmuje 12 następujących gmin:
- Črna na Koroškem
- Dravograd
- Mežica
- Mislinja
- Muta
- Podvelka
- Prevalje
- Radlje ob Dravi
- Ravne na Koroškem
- Ribnica na Pohorju
- Slovenj Gradec
- Vuzenica

## Demografia
W 2020 roku liczba ludności wynosiła 70 755. Całkowita powierzchnia regionu wynosi 1041 km².

## Gospodarka
Struktura zatrudnienia: 46,6% usługi, 49,6% przemysł, 3,8% rolnictwo.

### Turystyka
Region ten przyciąga jedynie 1,1% ogółu turystów w Słowenii, przy czym większość stanowią Słoweńcy (66,7%).

## Transport
- Długość autostrad: 0 km
- Długość pozostałych dróg: 1620,7 km